# Isla de San Ambrosio
La isla de san Ambrosio es una isla situada en el océano Pacífico, forma parte de las islas Desventuradas las cuales pertenecen a Chile, tiene una superficie de 2,2 km². Fue descubierta por Hernando de Magallanes en 1520 y administrativamente pertenece a la comuna de Valparaíso.

## Nombre
Pedro Sarmiento de Gamboa escribió en 1579 que "ahora se les llama por los santos San Félix y San Ambor (es decir, Félix y Nabor)". Sin embargo, por la corrupción lingüística, el nombre del mártir Ambor (Nabor) se confundió con el del más famoso obispo San Ambrosio.

## Ubicación
Está ubicada en frente al puerto de Chañaral, a unos 927 km del continente americano. Su vegetación es pobre y escasa. Partes de la isla están cubiertas por fragmentos de escoria de lava volcánica.

## Descripción
San Ambrosio se eleva desde el mar como acantilados en casi todas partes, es de 4 km de largo por 850 m de ancho, y principalmente basáltica. Es un macizo de la parte superior de un plano cuyo punto culminante está a unos 254 m de altura, decreciente hacia el norte hasta llegar a 100 m. La llanura está rodeada por pequeños barrancos. No hay playas y los acantilados caen directamente al mar, lo que hace difícil el acceso Al igual que San Félix, también es de origen volcánico y se han medido flujos de lava de 2,86 + 0,14 millones de años, lo que indica la edad probable del archipiélago. Según Bonatti, ambas islas son parte de la cadena volcánica de isla de Pascua.

## Historia
En el año 1850, comisionado por su gobierno para explorar la isla San Ambrosio, el teniente Parkin, del buque de HMS Portland, desembarcó en una roca del lado norte de aquella y, con gran dificultad y riesgos, pudo trepar hasta la cima de la isla, cuyas laderas son casi verticales. Allí no halló guano, aunque sí relató que la cumbre se encuentra cubierta con una especie de arbustos y brezos. Hasta el año 1869, en que arribó a las islas la corbeta Chacabuco, nada se sabía en relación con su vegetación. Sin embargo, en esa ocasión se recolectó una especie en San Félix y siete en San Ambrosio. El material respectivo fue analizado por el célebre naturalista alemán, avecindado en Chile, Rodolfo Amando Philippi, quien emitió un informe al respecto.

## Flora y fauna

### Flora
En comparación con San Félix, la isla de San Ambrosio, tiene generalmente una mayor cobertura vegetal y en los sectores que se benefician de la niebla, hay ejemplos individuales deThamnoseris lacerata de hasta 5 m de alto. Mayor cobertura vegetal se asocia también con la presencia de suelos más desarrollados.

### Fauna
Hay presencia de cabras sinantrópicas, y roedores. Algunas de las actividades asociadas con la presencia de los seres humanos provocan niveles de ruido importantes, pero no hay una evaluación de su efecto sobre las poblaciones de aves locales.
Los vertebrados que habitan en ambas islas se limitan exclusivamente a las aves. 10 especies de aves marinas y una especie de ave terrestre hacen sus nidos en tierra o visitan las islas. 8 especies viven en las islas, incluyendo Falco sparverius fernandesianus, que se encuentra sólo en San Ambrosio. Sula nebouxii podría tener su límite de distribución en estas islas, lo que elevará el número de especies a 11.
Las aves marinas de estas islas son características de las aguas subtropicales, prueba de ello son Sula dactylatra y Sterna fuscata, que anidan en cualquier época del año, lo que indica un comportamiento reproductivo de tipo tropical.
Importante para la preservación de las especies es la presencia en ambas islas de fardelas: Pterodroma neglecta y Pterodroma cookii. Esta última está considerada una especie en peligro de extinción y estas islas son dos de los tres lugares en el mundo donde la especie se reproduce.
Las rapaces están representadas en San Ambrosio por una subespecie de cernícalo americano (Falco sparverius) que vive en esta isla, así como en el archipiélago de Juan Fernández.
Varias son las especies de aves marinas que se han registrado en el mar, junto a estas islas, que son probablemente el área de invernada de especies que reproducen en la Antártida e islas subantárticas, como el petrel gigante (Macronectes giganteus) y el petrel moteado (Daption capense).

## Actualidad
En San Ambrosio nidifican aves marinas y está habitada de forma temporal por pescadores de langostas provenientes de la isla Róbinson Crusoe del archipiélago de Juan Fernández.
El aprovechamiento comercial del pez espada o albacora dio lugar a una controversia entre Chile y la Unión Europea, felizmente suspendida por un acuerdo provisional. Dicho entendimiento postergó los litigios, iniciados por la UE contra Chile ante la Organización Mundial de Comercio (OMC) y por Chile ante el Tribunal Internacional sobre Derecho del Mar (TIDM), hasta el 1 de enero del año 2004. Se calcula en varias decenas las naves pertenecientes a la flota pesquera española cerca de la isla de San Ambrosio.